# Single numer jeden w roku 2019 (Belgia)
Notowania Ultratop 50 Singles dla Flandrii i Walonii, publikowane przez Ultratop w oparciu o cotygodniową sprzedaż singli w tych terytoriach. Poniżej znajdują się tabele prezentujące najpopularniejsze single w danych tygodniach w roku 2019.

## Flandria
| Ultratop 50 Singles – Flandria | Ultratop 50 Singles – Flandria                      | Ultratop 50 Singles – Flandria | Ultratop 50 Singles – Flandria |
| Data                           | Wykonawca                                           | Utwór                          |                                |
| ------------------------------ | --------------------------------------------------- | ------------------------------ | ------------------------------ |
| 5 stycznia                     | Ava Max                                             | „Sweet but Psycho”             |                                |
| 12 stycznia                    | Ava Max                                             | „Sweet but Psycho”             |                                |
| 19 stycznia                    | Ava Max                                             | „Sweet but Psycho”             |                                |
| 26 stycznia                    | Ava Max                                             | „Sweet but Psycho”             |                                |
| 2 lutego                       | Ava Max                                             | „Sweet but Psycho”             |                                |
| 9 lutego                       | Ava Max                                             | „Sweet but Psycho”             |                                |
| 16 lutego                      | Ava Max                                             | „Sweet but Psycho”             |                                |
| 23 lutego                      | Ava Max                                             | „Sweet but Psycho”             |                                |
| 2 marca                        | Ava Max                                             | „Sweet but Psycho”             |                                |
| 9 marca                        | Ava Max                                             | „Sweet but Psycho”             |                                |
| 16 marca                       | Calvin Harris i Rag’n’Bone Man                      | „Giant”                        |                                |
| 23 marca                       | Calvin Harris i Rag’n’Bone Man                      | „Giant”                        |                                |
| 30 marca                       | Calvin Harris i Rag’n’Bone Man                      | „Giant”                        |                                |
| 6 kwietnia                     | Calvin Harris i Rag’n’Bone Man                      | „Giant”                        |                                |
| 13 kwietnia                    | Calvin Harris i Rag’n’Bone Man                      | „Giant”                        |                                |
| 20 kwietnia                    | Calvin Harris i Rag’n’Bone Man                      | „Giant”                        |                                |
| 27 kwietnia                    | Calvin Harris i Rag’n’Bone Man                      | „Giant”                        |                                |
| 4 maja                         | Lil Nas X                                           | „Old Town Road”                |                                |
| 11 maja                        | Lil Nas X                                           | „Old Town Road”                |                                |
| 18 maja                        | Lil Nas X                                           | „Old Town Road”                |                                |
| 25 maja                        | Lil Nas X                                           | „Old Town Road”                |                                |
| 1 czerwca                      | Lil Nas X                                           | „Old Town Road”                |                                |
| 8 czerwca                      | Lil Nas X                                           | „Old Town Road”                |                                |
| 15 czerwca                     | Lil Nas X                                           | „Old Town Road”                |                                |
| 22 czerwca                     | Lil Nas X                                           | „Old Town Road”                |                                |
| 29 czerwca                     | Lil Nas X                                           | „Old Town Road”                |                                |
| 6 lipca                        | Lil Nas X                                           | „Old Town Road”                |                                |
| 13 lipca                       | Lil Nas X                                           | „Old Town Road”                |                                |
| 20 lipca                       | Marco Borsato, Armin van Buuren and Davina Michelle | „Hoe het danst”                |                                |
| 27 lipca                       | Marco Borsato, Armin van Buuren and Davina Michelle | „Hoe het danst”                |                                |
| 3 sierpnia                     | Marco Borsato, Armin van Buuren and Davina Michelle | „Hoe het danst”                |                                |
| 10 sierpnia                    | Marco Borsato, Armin van Buuren and Davina Michelle | „Hoe het danst”                |                                |
| 17 sierpnia                    | Marco Borsato, Armin van Buuren and Davina Michelle | „Hoe het danst”                |                                |
| 24 sierpnia                    | Marco Borsato, Armin van Buuren and Davina Michelle | „Hoe het danst”                |                                |
| 31 sierpnia                    | Marco Borsato, Armin van Buuren and Davina Michelle | „Hoe het danst”                |                                |
| 7 września                     | Marco Borsato, Armin van Buuren and Davina Michelle | „Hoe het danst”                |                                |
| 14 września                    | Marco Borsato, Armin van Buuren and Davina Michelle | „Hoe het danst”                |                                |
| 21 września                    | Marco Borsato, Armin van Buuren and Davina Michelle | „Hoe het danst”                |                                |
| 28 września                    | Tones and I                                         | „Dance Monkey”                 |                                |
| 5 października                 | Tones and I                                         | „Dance Monkey”                 |                                |
| 12 października                | Tones and I                                         | „Dance Monkey”                 |                                |
| 19 października                | Tones and I                                         | „Dance Monkey”                 |                                |
| 26 października                | Tones and I                                         | „Dance Monkey”                 |                                |
| 2 listopada                    | Tones and I                                         | „Dance Monkey”                 |                                |
| 9 listopada                    | Tones and I                                         | „Dance Monkey”                 |                                |
| 16 listopada                   | Tones and I                                         | „Dance Monkey”                 |                                |
| 23 listopada                   | Tones and I                                         | „Dance Monkey”                 |                                |
| 30 listopada                   | Tones and I                                         | „Dance Monkey”                 |                                |
| 7 grudnia                      | Tones and I                                         | „Dance Monkey”                 |                                |
| 14 grudnia                     | Tones and I                                         | „Dance Monkey”                 |                                |
| 21 grudnia                     | Tones and I                                         | „Dance Monkey”                 |                                |
| 28 grudnia                     | Tones and I                                         | „Dance Monkey”                 |                                |

## Walonia
| Ultratop 50 Singles – Walonia | Ultratop 50 Singles – Walonia  | Ultratop 50 Singles – Walonia | Ultratop 50 Singles – Walonia |
| Data                          | Wykonawca                      | Utwór                         |                               |
| ----------------------------- | ------------------------------ | ----------------------------- | ----------------------------- |
| 5 stycznia                    | Angèle, gościnnie: Roméo Elvis | „Tout oublier”                |                               |
| 12 stycznia                   | Angèle, gościnnie: Roméo Elvis | „Tout oublier”                |                               |
| 19 stycznia                   | Angèle, gościnnie: Roméo Elvis | „Tout oublier”                |                               |
| 26 stycznia                   | Angèle, gościnnie: Roméo Elvis | „Tout oublier”                |                               |
| 2 lutego                      | Angèle, gościnnie: Roméo Elvis | „Tout oublier”                |                               |
| 9 lutego                      | Angèle, gościnnie: Roméo Elvis | „Tout oublier”                |                               |
| 16 lutego                     | Angèle, gościnnie: Roméo Elvis | „Tout oublier”                |                               |
| 23 lutego                     | Angèle, gościnnie: Roméo Elvis | „Tout oublier”                |                               |
| 2 marca                       | Angèle, gościnnie: Roméo Elvis | „Tout oublier”                |                               |
| 9 marca                       | Angèle, gościnnie: Roméo Elvis | „Tout oublier”                |                               |
| 16 marca                      | Ava Max                        | „Sweet but Psycho”            |                               |
| 23 marca                      | Calvin Harris i Rag’n’Bone Man | „Giant”                       |                               |
| 30 marca                      | PNL                            | „Au DD”                       |                               |
| 6 kwietnia                    | PNL                            | „Au DD”                       |                               |
| 13 kwietnia                   | PNL                            | „Au DD”                       |                               |
| 20 kwietnia                   | PNL                            | „Au DD”                       |                               |
| 27 kwietnia                   | Angèle                         | „Balance ton quoi”            |                               |
| 4 maja                        | Angèle                         | „Balance ton quoi”            |                               |
| 11 maja                       | Angèle                         | „Balance ton quoi”            |                               |
| 18 maja                       | Angèle                         | „Balance ton quoi”            |                               |
| 25 maja                       | Angèle                         | „Balance ton quoi”            |                               |
| 1 czerwca                     | Angèle                         | „Balance ton quoi”            |                               |
| 8 czerwca                     | Angèle                         | „Balance ton quoi”            |                               |
| 15 czerwca                    | Nekfeu, gościnnie: Damso       | „Tricheur”                    |                               |
| 22 czerwca                    | Lil Nas X                      | „Old Town Road”               |                               |
| 29 czerwca                    | Lil Nas X                      | „Old Town Road”               |                               |
| 6 lipca                       | Lil Nas X                      | „Old Town Road”               |                               |
| 13 lipca                      | Lil Nas X                      | „Old Town Road”               |                               |
| 20 lipca                      | Lil Nas X                      | „Old Town Road”               |                               |
| 27 lipca                      | Lil Nas X                      | „Old Town Road”               |                               |
| 3 sierpnia                    | Lil Nas X                      | „Old Town Road”               |                               |
| 10 sierpnia                   | Lil Nas X                      | „Old Town Road”               |                               |
| 17 sierpnia                   | Lil Nas X                      | „Old Town Road”               |                               |
| 24 sierpnia                   | Lil Nas X                      | „Old Town Road”               |                               |
| 31 sierpnia                   | Lil Nas X                      | „Old Town Road”               |                               |
| 7 września                    | Lil Nas X                      | „Old Town Road”               |                               |
| 14 września                   | Shawn Mendes i Camila Cabello  | „Señorita”                    |                               |
| 21 września                   | Shawn Mendes i Camila Cabello  | „Señorita”                    |                               |
| 28 września                   | Shawn Mendes i Camila Cabello  | „Señorita”                    |                               |
| 5 października                | Tones and I                    | „Dance Monkey”                |                               |
| 12 października               | Tones and I                    | „Dance Monkey”                |                               |
| 19 października               | Tones and I                    | „Dance Monkey”                |                               |
| 26 października               | Tones and I                    | „Dance Monkey”                |                               |
| 2 listopada                   | Tones and I                    | „Dance Monkey”                |                               |
| 9 listopada                   | Tones and I                    | „Dance Monkey”                |                               |
| 16 listopada                  | Tones and I                    | „Dance Monkey”                |                               |
| 23 listopada                  | Tones and I                    | „Dance Monkey”                |                               |
| 30 listopada                  | Tones and I                    | „Dance Monkey”                |                               |
| 7 grudnia                     | Tones and I                    | „Dance Monkey”                |                               |
| 14 grudnia                    | Tones and I                    | „Dance Monkey”                |                               |
| 21 grudnia                    | Tones and I                    | „Dance Monkey”                |                               |
| 28 grudnia                    | Tones and I                    | „Dance Monkey”                |                               |